# آكا مانتو

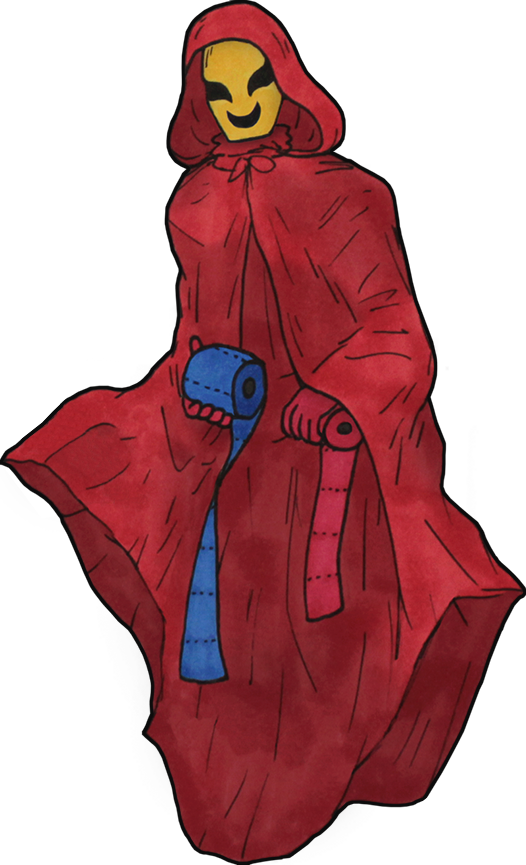
تصوير لـ"آكا مانتو"

آكا مانتو (باليابانية وتعني الرداء الأحمر أو (بالإنجليزية: Red Cloak)‏ العباءة الحمراء، وأحيانًا يعرف بآوي مانتو (باليابانية: 青マント)) ويعني العباءة الزرقاء. هي أسطورة حضرية يابانية حول روح مقنعة ترتدي عباءة حمراء، تظهر لأشخاص يستخدمون المراحيض في الحمامات العامة أو في المدارس. تختلف روايات الأسطورة، لكن أحد العناصر الثابتة في القصة هو أن الروح ستطرح سؤالاً على شاغل المرحاض. في بعض الإصدارات، سيسأل عما إذا كانوا يريدون ورقًا أحمر أم ورقًا أزرق، على الرغم من أن الإصدارات الأخرى تحدد الخيارات على أنها عباءة حمراء أم عباءة زرقاء، أو رداء أحمر أم رداء أزرق. سيؤدي اختيار أي من الخيارين إلى قتل الفرد، لذلك يجب على الفرد تجاهل الروح أو الهروب أو رفض كلا الخيارين من أجل البقاء.

## الأسطورة وتنوعاتها
يوصف الآكا مانتو بأنه روح أو شبح أو يوكاي ذكر والذي يطارد الحمامات العامة أو المدرسية.  غالبًا ما يقال أن الآكا مانتو يطارد حمامات النساء على وجه التحديد، وفي بعض إصدارات الأسطورة، يقال بإنه يطارد الحجرة الأخيرة في مثل هذه الحمامات.  يقال إن الروح يرتدي عباءة حمراء فضفاضة وقناع يخفي وجهه، ويوصف أحيانًا بأنه وسيم وساحر تحت قناعه.
وفقًا للأسطورة، إذا كان الشخص جالسًا على المرحاض في حمام عام أو حمام مدرسي، فقد يظهر الآكا مانتو، ويسأله عما إذا كان يريد ورقة حمراء أو زرقاء. واعتمادًا على نسخة القصة، قد تطلب منهم الروح أن يختاروا بين عباءة حمراء وعباءة زرقاء،  أو بين رداء أحمر أو رداء أزرق. إذا اختاروا الخيار «الأحمر»، فسيتم تمزيقهم بطريقة ستغرق جثتهم في دمائهم. تختلف الطريقة المحددة التي يتم بها تمزيق الشخص اعتمادًا على رواية الأسطورة، بما في ذلك قد يتعرض الشخص للطعن أو السلخ. أما إذا اختار الفرد الخيار «الأزرق»، فإن العواقب تتراوح من خنق ذلك الشخص إلى إستنزاف كل الدماء جسده.
إذا حاول الفرد التغلب على الآكا مانتو بذكاء من خلال طلب لون مختلف من الورق أو من عباءة أو رداء، فيقال غالبًا أنه سيتم جرهم إلى عالم سفلي أو جحيم نتيجة لذلك.  في بعض الإصدارات، سيؤدي اختيار ورقة أو عباءة «صفراء» إلى دفع رأس الشخص بقوة في المرحاض. يقال إن تجاهل الروح، أو الرد على أن المرء لا يريد أو يفضل أيًا من الورق، يجعل الروح تختفي.  في بعض الروايات، سيؤدي رفض كلا الخيارين والهرب أيضًا إلى بقاء الفرد على قيد الحياة، على الرغم من أن الآكا مانتو أحيانًا يغلق المخرج ببساطة.

## تاريخ الإسطورة
صرح المؤلف والفلكلوري ماثيو ماير أن الآكا مانتو قد تم تسجيله على أنه شائعة في ساحة المدرسة يعود تاريخها إلى ثلاثينيات القرن الماضي. في ذلك الوقت، كانت كلمة مانتو تشير عمومًا إلى سترة بلا أكمام بنمط الكيمونو، بينما في العصر الحديث، مانتو هي الكلمة اليابانية للعباءة أو الرداء. لهذا السبب، كان لدى الأجيال المختلفة وجهات نظر مختلفة عن المظهر الجسدي المفترض للآكا مانتو.

## في الثقافة الشعبية
- لعبة فيديو عام 2003 كاسلفينيا: آريا أوف سارو، تتميز بالعدو المعروف باسم "Killer Mantle" أو «القاتل ذو الرداء»، والذي قد يكون مبنيًا على أسطورة آكا مانتو.[11]
- لعبة فيديو 2019 آكا مانتو "Aka Manto"، التي طورتها ونشرتها Chilla's Art، مبنية على الأسطورة.[12][13]